# Wilki Łódzkie
I Wilki Łódzkie sono una squadra di football americano di Łódź, in Polonia, fondata nel 2010. Giocano in PFL2, campionato di secondo livello.

## Dettaglio stagioni

### Tornei nazionali

#### LFA1
Questi tornei - pur essendo del massimo livello della loro federazione - non sono considerati ufficiali in quanto organizzati da una federazione "rivale" rispetto a quella ufficialmente riconosciuta dagli organismi nazionali e internazionali.
| Stagione | regular season | regular season | regular season | regular season | regular season | regular season | playoff | playoff | playoff | playoff | playoff | playoff   | playoff    |
|          | Vin            | Par            | Per            | Tot            | PF             | PS             | Vin     | Per     | Tot     | PF      | PS      | risultato | avversaria |
| -------- | -------------- | -------------- | -------------- | -------------- | -------------- | -------------- | ------- | ------- | ------- | ------- | ------- | --------- | ---------- |
| 2018     | 1              | 0              | 7              | 8              | 92             | 270            | -       | -       | -       | -       | -       | -         | -          |
| 2019     | 0              | 0              | 8              | 8              | 67             | 331            | -       | -       | -       | -       | -       | -         | -          |
| Totale   | 1              | 0              | 15             | 16             | 159            | 601            | -       | -       | -       | -       | -       |           |            |

Fonti: Enciclopedia del Football - A cura di Roberto Mezzetti

#### PLFA I/PLF2
| Stagione | regular season | regular season | regular season | regular season | regular season | regular season | playoff | playoff | playoff | playoff | playoff | playoff        | playoff           |
|          | Vin            | Par            | Per            | Tot            | PF             | PS             | Vin     | Per     | Tot     | PF      | PS      | risultato      | avversaria        |
| -------- | -------------- | -------------- | -------------- | -------------- | -------------- | -------------- | ------- | ------- | ------- | ------- | ------- | -------------- | ----------------- |
| 2014     | 3              | 0              | 5              | 8              | 143            | 222            | 1       | 0       | 1       | 48      | 0       | Non retrocessi | Green Ducks Radom |
| 2015     | 5              | 0              | 3              | 8              | 173            | 219            | 0       | 1       | 1       | 0       | 40      | Semifinale     | Kraków Kings      |
| 2016     | 4              | 0              | 4              | 8              | 209            | 162            | -       | -       | -       | -       | -       | -              | -                 |
| 2017     | 4              | 0              | 4              | 8              | 170            | 150            | -       | -       | -       | -       | -       | -              | -                 |
| 2021     | 3              | 0              | 3              | 6              | 142            | 55             | 1       | 1       | 2       | 34      | 36      | Finale         | Armia Poznań      |
| Totale   | 19             | 0              | 19             | 38             | 837            | 808            | 2       | 2       | 4       | 82      | 76      |                |                   |

#### PLFA II
| Stagione | regular season | regular season | regular season | regular season | regular season | regular season | playoff | playoff | playoff | playoff | playoff | playoff    | playoff            |
|          | Vin            | Par            | Per            | Tot            | PF             | PS             | Vin     | Per     | Tot     | PF      | PS      | risultato  | avversaria         |
| -------- | -------------- | -------------- | -------------- | -------------- | -------------- | -------------- | ------- | ------- | ------- | ------- | ------- | ---------- | ------------------ |
| 2013     | 5              | 0              | 1              | 6              | 119            | 40             | 1       | 1       | 2       | 15      | 27      | Semifinale | Królewscy Warszawa |
| Totale   | 5              | 0              | 1              | 6              | 119            | 40             | 1       | 1       | 2       | 15      | 27      |            |                    |

Fonti: Enciclopedia del Football - A cura di Roberto Mezzetti

#### PLFA8
| Stagione | regular season | regular season | regular season | regular season | regular season | regular season | playoff | playoff | playoff | playoff | playoff | playoff   | playoff    |
|          | Vin            | Par            | Per            | Tot            | PF             | PS             | Vin     | Per     | Tot     | PF      | PS      | risultato | avversaria |
| -------- | -------------- | -------------- | -------------- | -------------- | -------------- | -------------- | ------- | ------- | ------- | ------- | ------- | --------- | ---------- |
| 2012     | 1              | 0              | 2              | 3              | 18             | 50             | -       | -       | -       | -       | -       | -         | -          |
| Totale   | 1              | 0              | 2              | 3              | 18             | 50             | -       | -       | -       | -       | -       |           |            |

Fonti: Enciclopedia del Football - A cura di Roberto Mezzetti

### Riepilogo fasi finali disputate
| Anno           | Luogo    | Evento | Fase del torneo | Incontro                     | Risultato |
| 5 luglio 2015  | Cracovia | PLFA I | Semifinale      | Kraków Kings - Wilki Łódzkie | 49 - 0    |
| 10 luglio 2021 |          | PFL2   | Finale          | Armia Poznań - Wilki Łódzkie | 29 - 20   |